# Colwall Stone
Colwall Stone är en by i civil parish Colwall, i grevskapet Herefordshire, i England. Byn är belägen 24 km från Hereford. Byn hade 1 859 invånare år 2021.